# Szent Piligrim
Szent Piligrim (névváltozatok: Pilgrim, Piligin; latinul: Pellegrinus), (kb. 920 – 991. május 20.) passaui püspök, aki szerepet játszott a magyarok keresztény hitre térítésében.

## Élete
A Niederalteichi bencés apátságban tanult, ezután szentelték pappá. 971-ben nyerte el a püspöki széket.
Miután elkezdődött a magyarok térítése, I. Ottó császár őt bizta meg a térítés irányításával. Piligrim meg szerette volna kapni a lorchi érseki rangot, ezért mindent meg tett a térítés érdekében. A lorchi püspökség elnyerése érdekében még okmányhamisítást is elkövetett, nevezetesen öt pápai bullát hamisított és ezek egyikében a lorchi püspökéget úgy tüntette fel, mint a passaui püspökség egy korábbi intézményét, amely joghatósága Pannóniára (a mai Dunántúl területe) is kiterjed, ennélfogva őt nemcsak az érseki cím, hanem a magyarországi egyház felett való kormányzati jog is megilleti. Ezekkel az iratokkal fordult 974-ben VII. Benedek pápához, hogy érseki kinevezését szorgalmazza. Egy levélben kifejtette a magyarok közt elért eredményeit, állítása szerint addig az évig összesen 5000 magyart térített meg, ez azonban kétségbe vonható, tekintve, hogy Piligrim ennek a levélnek révén szerette volna megszerezni az érseki címet.
Az I. Ottó halála után II. Henrik bajor herceg felkelést indított az új császár, II. Ottó ellen. Piligrim a császár pártján maradt, ezért elvesztette a magyarok bizalmát, akik Henrik szövetségesei voltak és ezért feldúlták Piligrim birtokait. II. Ottó végül legyőzte Henriket és I. Lipót osztrák őrgrófot utasította a magyar területek pusztítására. A pusztító hadjáratokra Piligrim is elkísérte Lipótot, egészen addig, míg Lipót 984-ben vereséget nem szenvedett a magyaroktól. Habár hamarosan a németek és magyarok kibékültek, Piligrim lemondott a térítések további irányításáról, de püspöki teendőit haláláig ellátta.